# بروس فلات
بروس فلات (بالإنجليزية: Bruce Flatt)‏ (مواليد 1965) هو رجل أعمال كندي والرئيس التنفيذي لشركة بروكفيلد لإدارة الأصول . انضم إلى بروكفيلد في 1990 وأصبح الرئيس التنفيذي في 2002.  وقد تمت الإشارة إليه باسم وارن بافيت الكندي نظرًا لأسلوبه الاستثماري القيم، ومدة ولايته كرئيس تنفيذي ، والاستثمار الكبير في بروكفيلد.  في عام 2019 ، احتل المرتبة 1717 في قائمة فوربس لأصحاب المليارات بقيمة صافية 1.3 مليار دولار أمريكي. 